# Fernando de Ornelas
Fernando de Ornelas Franco est un footballeur international vénézuélien né le 29 juillet 1976 à Caracas. Il évolue au poste de milieu de terrain.

## Palmarès

### Club
- Avec Happy Valley :
  - Champion de Hong Kong en 1999.

- Avec Celtic Glasgow :
  - Vainqueur de la Coupe de la Ligue écossaise en 2000.

## Sélections
- 27 sélections et 5 buts avec le  Venezuela entre 1999 et 2007.